# Drunk in Love
Drunk in Love ist ein Lied der US-amerikanischen R&B-Sängerin Beyoncé Knowles. Das Lied wurde von Knowles, Jay-Z, Timbaland, Andre Eric Proctor, Rasool Diaz, Boots, Brian Soko und Noel Fisher geschrieben und am 17. Dezember 2013 als zweite Single des Albums Beyoncé veröffentlicht. Es erreichte Platz 2 der Billboard Hot 100 und Platz 9 der britischen Singlecharts.
Die Musik ist durch einen langsamen Rhythmus mit einer markanten, stolpernden Subbass-Melodie geprägt. Im Mittelteil befindet sich eine doppelt so schnelle Passage mit einem Rap von Jay-Z. Der Text beginnt mit den Worten I’ve been drinking (Ich habe getrunken) und taucht damit in einen vermeintlichen Alkoholrausch ein, der sich am Ende aber als sexueller Rausch entpuppt: I’ve been drinking watermelon. Im Kern handelt der Song von einer Liebesnacht und enthält zahlreiche, meist metaphorisch verklausulierte sexuelle Anspielungen, etwa: Foreplay in the Foyer (Vorspiel im Foyer) oder Beat the box up like Mike in ’97 I bite.

## Rezeption
Drunk in Love wurde überwiegend positiv bewertet. Rob Sheffield vom Rolling Stone beschrieb den Song als den besten auf dem Album. Das Magazin Pitchwork Media platzierte den Song auf Platz 44 der Liste der 200 besten Songs des Jahrzehnts.
Bei den Grammy Awards 2015 wurde das Lied zweimal ausgezeichnet: als bester R&B-Song und für die beste R&B-Darbietung.

## Kommerzieller Erfolg

### Chartplatzierungen
In den Vereinigten Staaten debütierte die Single auf Platz zwölf der Billboard Hot 100. Dies war nach Ring the Alarm Knowles zweithöchster Neueinstieg in den Billboard Hot 100. Später erreichte er Platz 2 in den USA und wurde ihr 15. Top-Ten-Hit in den USA. Drunk in Love wurde in den USA mit 3 × Platin ausgezeichnet. Bisher wurden in den USA 1,6 Millionen Exemplare des Songs verkauft. In Großbritannien erreichte der Song Platz 9 der Hitparade und wurde mit Gold ausgezeichnet.
| ChartsChartplatzierungen       | Höchstplatzierung | Wochen |
| ------------------------------ | ----------------- | ------ |
| Deutschland (GfK)              | 70 (12 Wo.)       | 12     |
| Schweiz (IFPI)                 | 40 (10 Wo.)       | 10     |
| Vereinigte Staaten (Billboard) | 2 (20 Wo.)        | 20     |
| Vereinigtes Königreich (OCC)   | 9 (32 Wo.)        | 32     |

| ChartsJahrescharts (2014)      | Platzierung |
| ------------------------------ | ----------- |
| Vereinigte Staaten (Billboard) | 35          |
| Vereinigtes Königreich (OCC)   | 57          |

### Auszeichnungen für Musikverkäufe
| Land/Region                  | Auszeichnungen für Musikverkäufe (Land/Region, Auszeichnung, Verkäufe) | Verkäufe   |
| ---------------------------- | ---------------------------------------------------------------------- | ---------- |
| Australien (ARIA)            | 3× Platin                                                              | 210.000    |
| Deutschland (BVMI)           | Gold                                                                   | 150.000    |
| Frankreich (SNEP)            | —                                                                      | 51.100     |
| Italien (FIMI)               | Gold                                                                   | 15.000     |
| Kanada (MC)                  | 4× Platin                                                              | 320.000    |
| Neuseeland (RMNZ)            | 3× Platin                                                              | 90.000     |
| Portugal (AFP)               | Gold                                                                   | 5.000      |
| Spanien (Promusicae)         | Gold                                                                   | 30.000     |
| Vereinigte Staaten (RIAA)    | 8× Platin                                                              | 8.000.000  |
| Vereinigtes Königreich (BPI) | 2× Platin                                                              | 1.200.000  |
| Insgesamt                    | 4× Gold · 20× Platin ·                                                 | 10.071.100 |

Hauptartikel: Beyoncé/Auszeichnungen für Musikverkäufe